# Молчанов, Павел Степанович
Павел Степанович Молча́нов (бел. Павел Сцяпанавіч Малчанаў; 1902—1977) — советский, белорусский актёр, театральный режиссёр. Народный артист СССР (1948).

## Биография

Могила Молчанова на Восточном кладбище Минска.

Павел Молчанов родился 1 (14) марта 1902 года в деревне Ивольск (ныне в Буда-Кошелёвском районе Гомельской области Беларуси) в крестьянской семье.
В 1922—1926 годах учился в Белорусской драматической студии в Москве.
В 1926—1930 и 1936—1951 годах — актёр (с 1946 года — художественный руководитель) 2-го Белорусского государственного драматического театра (ныне Национальный академический драматический театр имени Якуба Коласа) в Витебске.
В 1930—1935 годах — актёр киностудии «Советская Белоруссия» (ныне «Беларусьфильм»), в 1935—1936 годах — Белорусского государственного ТРАМа.
Во время войны играл в Ульяновском драматическом театре (1941—1942). В 1944 году возглавлял фронтовую театральную бригаду.
С 1951 года — актёр Белорусского драматического театра им. Я. Купалы в Минске. Был актёром разностороннего дарования, в совершенстве владел искусством перевоплощения.
Снимался в кино, выступал как режиссёр.
Автор воспоминаний «Театр — моя жизнь».
Член ВКП(б) с 1945 года.
Павел Молчанов умер 24 февраля (по другим источникам — 22 февраля) 1977 года в Минске. Похоронен на Восточном кладбище.

## Награды и звания
- Народный артист Белорусской ССР (1940)
- Народный артист СССР (1948)
- Сталинская премия первой степени (1946) — за исполнение роли в спектакле «Нестерка» В. Ф. Вольского
- Два ордена Трудового Красного Знамени (20.06.1940, за выдающиеся заслуги в деле развития белорусского театрального и музыкального искусства; 1955)
- 1 орден
- Медаль «За доблестный труд в Великой Отечественной войне 1941—1945 гг.»
- Медаль «За доблестный труд. В ознаменование 100-летия со дня рождения Владимира Ильича Ленина»

## Творчество

### Роли в театре
- 1936 — «Примаки» Я. Купалы — Кутас
- 1938 — «Мещане» М. Горького — Перчихин
- 1938 — «Человек с ружьём» Н. Ф. Погодина — В. И. Ленин
- 1940, 1956 — «Кремлёвские куранты» Н. Ф. Погодина — В. И. Ленин
- 1941 — «Привидения» Г. Ибсена — Освальд
- 1942 — «Нашествие» Л. М. Леонова — Фёдор Иванович Таланов
- 1946 — «Гамлет» У. Шекспира — Гамлет
- 1954 — «Чайка» А. П. Чехова — Пётр Николаевич Сорин
- 1954 — «Извините, пожалуйста !» А. Е. Макаёнка — Колиберов
- 1957 — «Вечный источник» Л. Г. Зорина — В. И. Ленин
- 1957 — «Грозовой год» А. Я. Каплера — В. И. Ленин
- «Последние» М. Горького — Пётр
- «В пущах Полесья» Я. Коласа — Дарвидошка
- «Всеми забытый» Н. Хикмета — Доктор
- «Русский вопрос» К. М. Симонова — Смит
- «Любовь Яровая» К. А. Тренёва — Яровой
- «Ревизор» Н. В. Гоголя — Бобчинский

### Постановки

#### Белорусский государственный ТРАМ
- 1936 — «Аристократы» Н. Ф. Погодина (совм. с Г. Ферман)

#### Белорусский драматический театр им. Я. Коласа
- 1936 — Вечер белорусских водевилей: «Пинская шляхта» В. Дунина-Марцинкевича, «Павлинка» и «Примаки» Я. Купалы
- 1937 — «Очная ставка» Братьев Тур и Л. Шейнина
- 1939 — «Гибель волка» Э. Самуйлёнка
- 1941 — «Парень из нашего города» К. Симонова
- 1947 — «Русский вопрос» К. Симонова

#### Белорусский драматический театр им. Я. Купалы
- 1965 — «Откуда грех?» А. Петрашкевича
- 1969 — «Требуется лжец» Д. Псафаса

#### Белорусский театр юного зрителя
- «Мальчиш-Кибальчиш» по А. Гайдару
- «Дама-невидимка» П. Кальдерона де ла Барка

### Роли в кино
- 1929 — Отель «Савой»
- 1930 — Суд должен продолжаться — шофер
- 1932 — Боям навстречу — кооператор
- 1932 — Женщина — агроном
- 1951 — Незабываемый 1919 год — В. И. Ленин
- 1953 — Поют жаворонки — секретарь обкома
- 1954 — Дети партизана — Соболев
- 1954 — Кто смеётся последним? — Николай Васильевич Аникеев
- 1956 — Посеяли девушки лён — провожающий на вокзале (нет в титрах)
- 1959 — Любовью надо дорожить — Казимир Петрович
- 1959 — Когда начинается юность — Громенко
- 1960 — Первые испытания — Грошиков
- 1964 — Криницы — Потап Мохнач
- 1964 — Москва — Генуя — Литвинов
- 1966 — Чужое имя — Алексей Петрович
- 1970 — Озадаченный Савка — Савка
- 1973 — Тёща — Виталий Данилович

### Режиссёр кино
- 1934 — Полесские робинзоны (совместно с И. Бахарем).

## Память
- Творчеству П. С. Молчанова посвящён хроникально-документальный фильм «Десять минут с Павлом Молчановым» (1969).
- В 1987 году именем П. С. Молчанова названа одна из улиц в Октябрьском районе Витебска.
- В 2002 году тиражом 3000 экземпляров выпущена почтовая карточка с оригинальной маркой, посвящённая 100-летию со дня рождения П. С. Молчанова (художник Р. Волчок)[2].